# 过布柿
过布柿（学名：Diospyros susarticulata）为柿科柿属下的一个种。

## 扩展阅读
- 維基物種上的相關：过布柿